# 安維爾

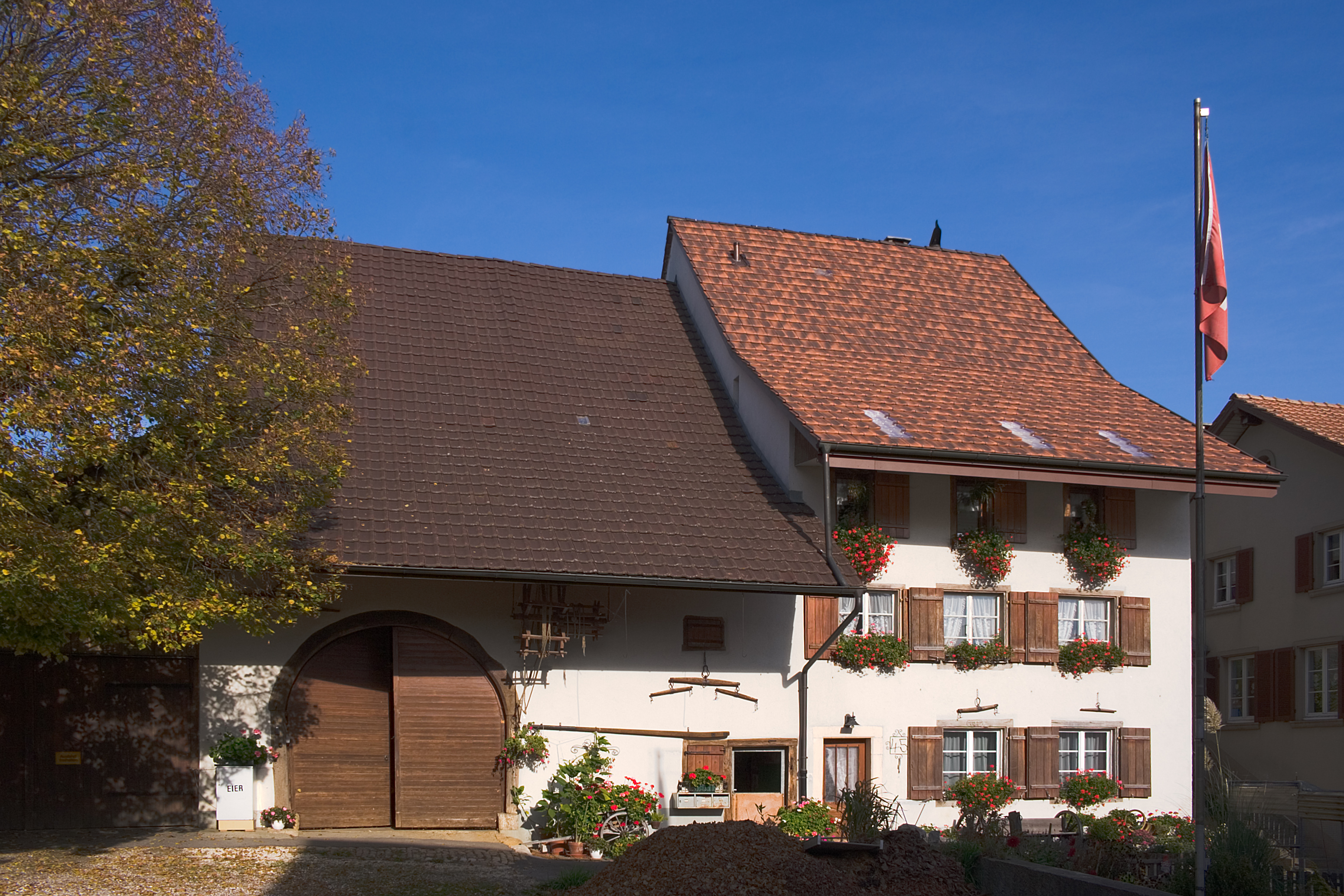

安維爾是瑞士的城鎮，位於該國北部，由巴塞爾鄉村州負責管轄，面積3.96平方公里，海拔高度315米，2012年人口581，七成人口信奉基督教，人口密度每平方公里147人。